# Oreoweisia brasiliensis
Oreoweisia brasiliensis là một loài Rêu trong họ Dicranaceae. Loài này được Hampe mô tả khoa học đầu tiên năm 1875.